# Воллінгфорд (Айова)
Воллінгфорд (англ. Wallingford) — місто (англ. city) в США, в окрузі Еммет штату Айова. Населення — 165 осіб (2020).

## Географія
Воллінгфорд розташований за координатами 43°19′13″ пн. ш. 94°47′33″ зх. д. / 43.32028° пн. ш. 94.79250° зх. д. (43.320155, -94.792428).  За даними Бюро перепису населення США в 2010 році місто мало площу 2,52 км², уся площа — суходіл.

## Демографія
Згідно з переписом 2010 року, у місті мешкало 197 осіб у 79 домогосподарствах у складі 54 родин. Густота населення становила 78 осіб/км².  Було 87 помешкань (35/км²).
Расовий склад населення:
| - 99,5 % — білих - 0,5 % — чорних або афроамериканців |

До двох чи більше рас належало 0,0 %. Частка іспаномовних становила 0,5 % від усіх жителів.
За віковим діапазоном населення розподілялося таким чином: 26,4 % — особи молодші 18 років, 60,4 % — особи у віці 18—64 років, 13,2 % — особи у віці 65 років та старші. Медіана віку мешканця становила 35,9 року. На 100 осіб жіночої статі у місті припадало 95,0 чоловіків;  на 100 жінок у віці від 18 років та старших — 98,6 чоловіків також старших 18 років.
Середній дохід на одне домашнє господарство  становив 62 325 доларів США (медіана — 53 750), а середній дохід на одну сім'ю — 70 547 доларів (медіана — 56 667). Медіана доходів становила 46 875 доларів для чоловіків та 29 167 доларів для жінок. За межею бідності перебувало 10,2 % осіб, у тому числі 20,0 % дітей у віці до 18 років та 0,0 % осіб у віці 65 років та старших.
Цивільне працевлаштоване населення становило 76 осіб. Основні галузі зайнятості: виробництво — 26,3 %, освіта, охорона здоров'я та соціальна допомога — 22,4 %, будівництво — 10,5 %, публічна адміністрація — 9,2 %.